# Compagnia di San Giovanni Battista

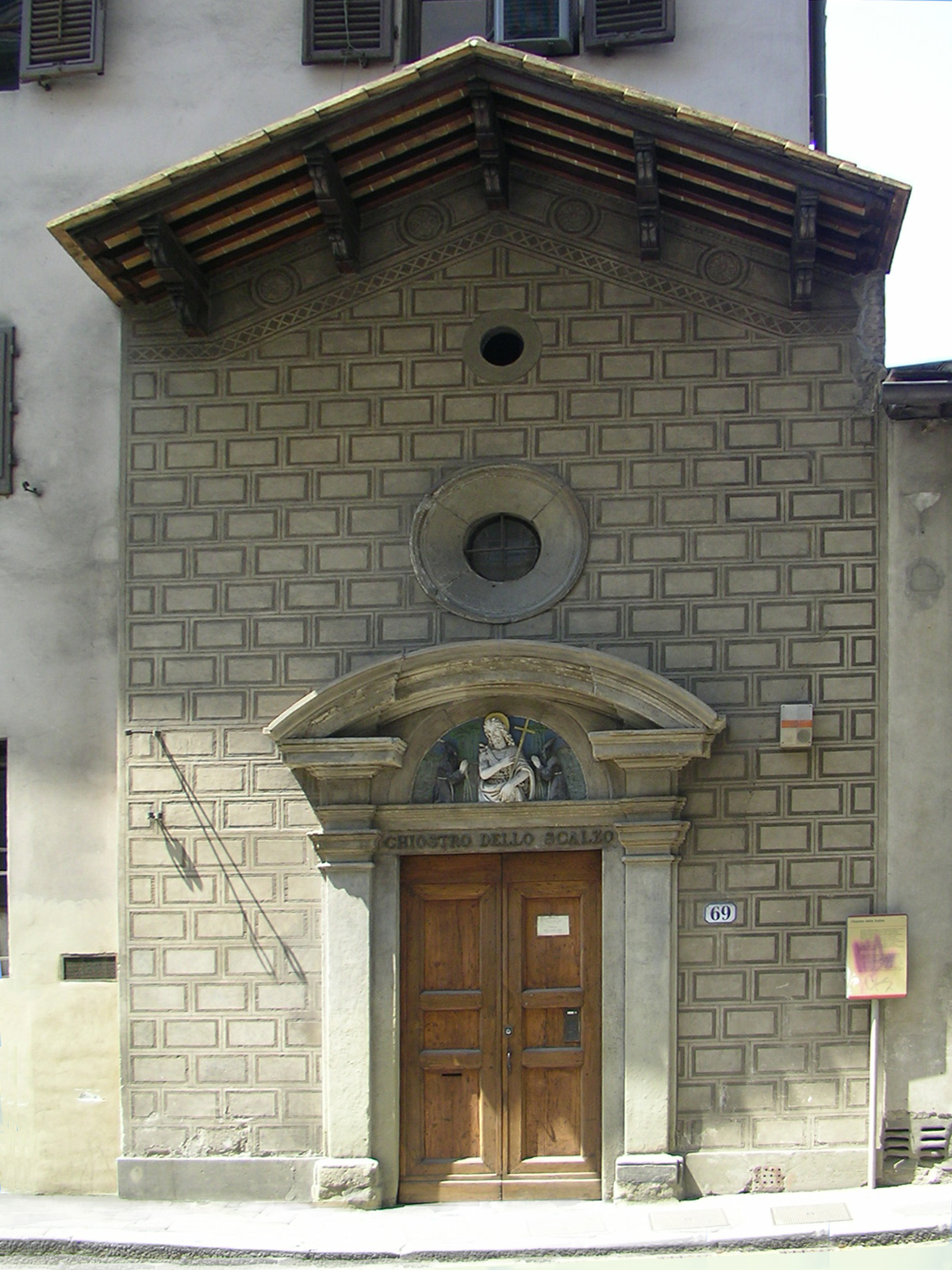
Il Chiostro dello Scalzo

La Compagnia di San Giovanni Battista detta dello Scalzo è un'antica confraternita di Firenze.

## Storia
Fu fondata nel 1376 e si radunò, fino al 1407, nella chiesa di San Jacopo in Campo Corbolini, prima di trasferirsi in una casa in via San Gallo di proprietà dei padri officianti la chiesa di San Giovannino dei Cavalieri. Qui la compagnia è ricordata da un documento del 1487. Di tutti i loro ambienti resta oggi solo il famoso chiostro dello Scalzo, affrescato da Andrea del Sarto e dal Franciabigio proprio con le Storie del Battista, unico superstite del complesso dell Scalzo dopo l'apertura del tratto nord di via Cavour nel XIX secolo. La chiesa di riferimento comunque, dove ad esempio si seppellivano i confratelli, era la Santissima Annunziata.
La confraternita, che nel corso della sua storia fu chiamata anche "della Passione di Cristo" e "del Nome Santissimo di Gesù", era nota tra il popolo soprattutto col nome "dello Scalzo" poiché i suoi partecipanti erano soliti, durante le processione, portare scalzi un crocifisso, vestiti di una veste di panno nero grosso. La "Passione" si riferisce al fatto che nella loro preghiera ripetevano la lettura della Passione, mentre l "Nome Santissimo" era quello a cui rivolgevano le proprie preghiere i confratelli, sebbene il santo protettore rimanesse sempre Giovanni Battista.
Al 1455 risale il primo statuto pervenutoci, approvato da Antonino Pierozzi allora arcivescovo di Firenze; due secoli dopo, nel 1631, sono ricordati dei nuovi "Capitoli". La confraternita era retta da un Governatore, due Consiglieri, un Provveditore, un Sindaco, uno Scrivano, un Camerlengo, sei Visitatori d'infermi, sei Limosinieri, due Maestri di Novizi, due Cerimonieri, due Sagrestani, sei Riformatori (o Conservatori), un Correttore, un padre spirituale, un medico e un servo. Ciò da idea della dimensione notevole della confraternita, che in più occasioni, nella sua storia, dovette acquistare case e terreni per ampliare i suoi spazi.
Nel 1633 si ricorda una solenne processione al santuario di Santa Maria dell'Impruneta per ringraziare la fine della peste (quella di manzoniana memoria), con l'offerta di una grande lampada d'argento con le insegne e i motti della confraternita.
Tra le reliquie più importanti conservate dai fratelli c'era un frammento della vera Croce, ottenuto nel 1465 e testato con successo alla prova del fuoco nel 1470: per tre volte fu tenuto su una fiamma finché chi lo teneva non si scottò le dita, ma la sacra reliquia non prese fuoco.
La confraternita fu soppressa dal granduca Pietro Leopoldo nel 1785: l'oratorio, come si è accennato, andò distrutto con l'ampliamento della strada, il chiostro passò inizialmente all'Accademia di Belle Arti, poi fu restaurato e aperto come piccolo museo statale.

## Pratiche religiose

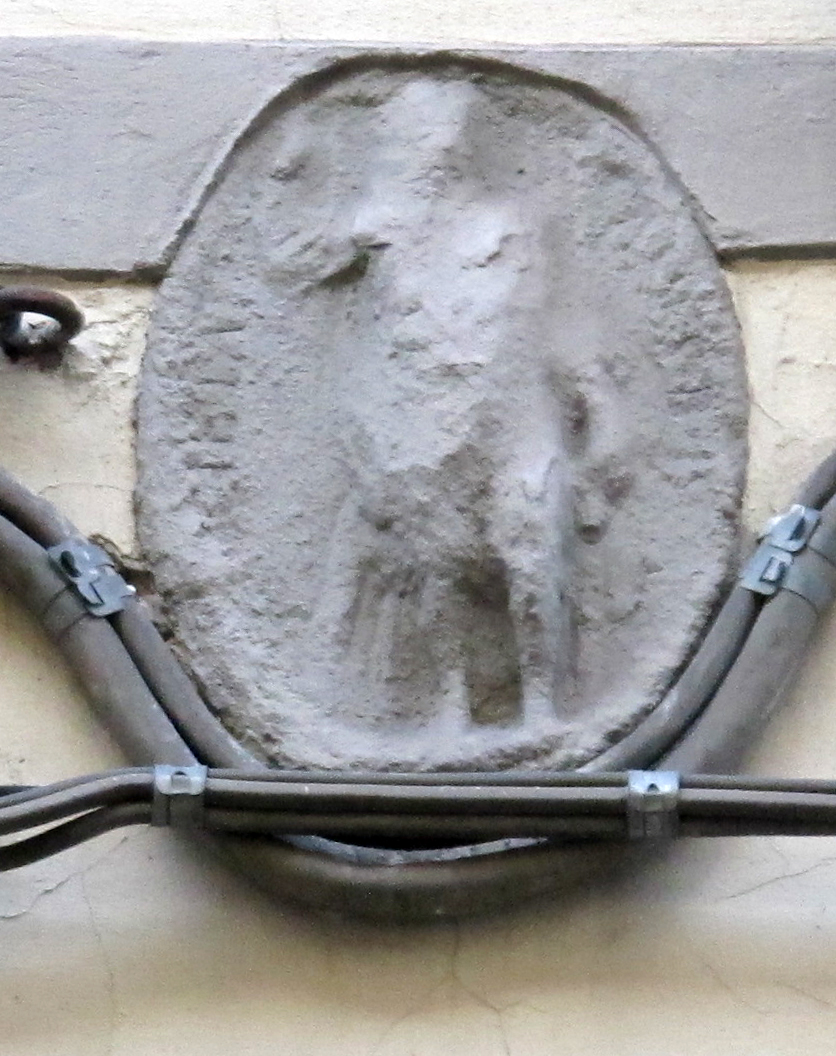
Un pietrino della Compagnia in via della Colonna a Firenze

Ogni prima e terza domenica del mese la confraternita di riuniva (faceva una "tornata"), oltre che in occasione di numerose feste: Natale, Circoncisione di Gesù, Pasqua, Ascensione, Pentecoste, Corpus Domini, le feste di ciascun apostolo, la Croce di Maggio, l'Epifania, la Natività della Vergine, l'Annunciazione (25 marzo), la Purificazione, l'Assunzione, l'Immacolata Concezione, la festa di San Giovanni Battista, la domenica successiva a tale festa, la Decollazione del Battista e Ognissanti. Il culmine dei festeggiamenti per la confraternita era ovviamente la festa del protettore, il 24 giugno, e la domenica successiva. Per tale ricorrenza si estraevano 20 "festaioli" che si occupassero per tempo dell'organizzazione dei festeggiamenti: oltre alle preghiere si distribuivano dei "panellini" a chi si presentava, probabilmente dei panini: quattro ai "forestieri" adulti (cioè a chi non faceva parte della confraterniuta), due ai ragazzi
Numerose erano i benefici e le indulgenze speciali ottenute nei secoli. 

## Stemma
Lo stemma della confraternita mostrava infatti una mezza figura del Battista in campo azzurro, con aureola e croce d'oro: tale raffigurazione si sull'ingresso del chiostro, in una rappresentazione moderna. La Compagnia possedeva inoltre alcune case, segnalate da pietrini in cui era rappresentato il Battista in piedi, reggente il bastone a croce e indicante verso l'alto; in alcune versioni è anche affiancato da due confratelli inginocchiati.